# Supercopa Russa de Voleibol Masculino de 2012
.
A Supercopa Russa de Voleibol Masculino de 2012 foi a 5.ª edição deste torneio organizado anualmente pela Federação Russa de Voleibol (em russo:  Всероссийская федерация волейбола, VFV). A competição ocorreu na cidade de Cazã e participaram do torneio a equipe campeã da Superliga Russa de 2011-12 e a campeã da Copa da Rússia de 2011.
O Zenit Kazan se sagrou campeão pela terceira vez da competição ao derrotar o Lokomotiv Novosibirsk por 3 sets a 2.

## Formato da disputa
O torneio foi disputado em partida única.

## Equipes participantes
| Equipe                | Cidade      | Qualificação                          | Última participação |
| --------------------- | ----------- | ------------------------------------- | ------------------- |
| Zenit Kazan           | Cazã        | Campeão da Superliga Russa de 2011-12 | 2011                |
| Lokomotiv Novosibirsk | Novosibirsk | Campeão da Copa da Rússia de 2011     | 2011                |

## Resultado
| Data   | Hora |             | Placar |                       | Set 1 | Set 2 | Set 3 | Set 4 | Set 5 | Total  | Relatório |
| ------ | ---- | ----------- | ------ | --------------------- | ----- | ----- | ----- | ----- | ----- | ------ | --------- |
| 29 set |      | Zenit Kazan | 3–2    | Lokomotiv Novosibirsk | 22–25 | 21–25 | 25–18 | 25–16 | 15–10 | 108–94 | Relatório |

## Premiação
| Supercopa Russa de 2012         |
| ------------------------------- |
| Zenit Kazan Campeão (3° título) |